# Secrets (Batman)
Pour les articles homonymes, voir Secrets.
Batman : Secrets est une mini-série en cinq numéros d'un comics américain dédié à Batman. Sortie entre mars et juillet 2006, elle a été réalisée par Sam Kieth. En février 2007, Panini Comics propose l'intégrale de la série dans sa collection DC Icons.

## Synopsis
Le Joker tend à faire passer Batman pour un dangereux psychopathe qui le menacerait et utilise des photos truquées comme preuves. Batman doit se disculper tout en cherchant à arrêter le Joker.

## Personnages
- Batman/Bruce Wayne
- Le Joker

## Éditions
- 2007 : Secrets (Panini Comics, collection DC Icons) : première édition française  (ISBN 978-2-84538-885-7).